# Foresters FC
El Foresters FC es un equipo de fútbol de Seychelles que juega en el Campeonato seychelense de fútbol, la primera división nacional.

## Historia
Fue fundado en el año 1994 en la ciudad de Mont Fleuri luego de que fueran reintroducidos los equipos de fútbol en el país.
En 2020 se convirtió en el tercer equipo de Seychelles en conseguir título de liga y de copa.

## Palmarés
- Campeonato seychelense de fútbol: 2

2019/20, 2022/23
- Copa de Seychelles: 1

2020

## Participación en competiciones de la CAF
| Temporada | Torneo                       | Ronda         | Club            | Casa | Visita | Global |
| --------- | ---------------------------- | ------------- | --------------- | ---- | ------ | ------ |
| 2024/25   | Copa Confederación de la CAF | Primera ronda | Orapa United FC | 1-1  | 0-2    | 1-3    |